# مقاطعة ناوور
ناوور هي أكبر مقاطعة في ولاية غزني، أفغانستان. يبلغ عدد سكانها 91,778 (أكثر من نصفهم أطفال من دون الـ 12 عاماً) حسب تقديرات 2002.

## وصلات خارجية
- خريطة ناوور (PDF)